# Agetus flaccus
Agetus flaccus – gatunek widłonoga z rodziny Corycaeidae. Opisał go w 1891 roku pruski zoolog Wilhelm Giesbrecht, nadając mu nazwę Corycaeus flaccus.